# Лёль (приток Лемана)
Лёль (Восточный Лель, Асыввыв-Лель) — река в России, протекает по Гайнскому району Пермского края. Устье реки находится в 24 км по левому берегу реки Леман. Длина реки составляет 89 км, площадь водосборного бассейна — 421 км².
Исток реки в восточной части Северных Увалов. Река течёт на юго-запад по лесному массиву, русло сильно извилистое. Притоки — Войвыв-Лель и Рытыввыв-Лель (оба правые). Выше их впадения Лёль также именуется Асыввыв-Лель. В среднем течении на реке стоит посёлок Лель. Впадает в Леман в 6 км к северо-востоку от посёлка Шордын.

## Притоки
(указано расстояние от устья)
- 64 км: река Рытыввыв-Лель (пр)
- 65 км: река Войвыв-Лель (пр)

## Данные водного реестра
По данным государственного водного реестра России относится к Камскому бассейновому округу, водохозяйственный участок реки — Кама от истока до водомерного поста у села Бондюг, речной подбассейн реки — бассейны притоков Камы до впадения Белой. Речной бассейн реки — Кама.
Код объекта в государственном водном реестре — 10010100112111100002218.